# Кутюр, Рэнди
Рэ́нди Дуэйн Кутю́р (англ. Randy Duane Couture; род. 22 июня 1963, Эверетт, Вашингтон, США) —  американский спортсмен, выступавший в греко-римской борьбе и ММА, пятикратный чемпион UFC трижды в тяжёлой весовой и дважды полутяжёлой весовой категории, также является актёром и шоуменом. Является членом Зала Славы UFC (зачислен 24 июня 2006 года). Он является первым бойцом в истории, завоевавшим титул чемпиона UFC в двух разных дивизионах. В настоящее время он работает комментатором и аналитиком в Professional Fighters League (PFL).
Наиболее известны его победы над такими соперниками, как Витор Белфорт, Кевин Рэндлмен, Педру Риззу, Чак Лидделл, Тито Ортис и Тим Сильвия.

## Спортивная карьера

### Греко-римская борьба
Его школьные годы прошли в Линвуде (штат Вашингтон), где он получил первое звание чемпиона. Находясь на службе в армии, с 1982 года, Рэнди начинает заниматься боксом. Служба продлилась 6 лет, по окончании которой в 1988 году он начинает профессиональную карьеру. В это время он добился немалых успехов в борьбе — Кутюра включили в олимпийскую сборную Соединённых Штатов. Спортсмен трижды выигрывал соревнования национальной ассоциации студенческого спорта. Самым большим достижением в любительском спорте является титул чемпиона Панамериканских игр в Гаване в 1991 году.

### Смешанные единоборства
Рэнди Кутюр провёл 30 боев, 19 из которых он выиграл (в том числе 7 — нокаутом).
В MMA Рэнди Кутюр дебютировал в 1997 году на чемпионате UFC 13. Проведя два боя с Тони Халем и Стивом Грэхемом, одерживает победы над обоими, и становится чемпионом турнира.
На турнире UFC 15 он встречается с очень сильным в то время Витором Белфортом и техническим нокаутом одерживает очередную победу, а 21 декабря 1997 года в возрасте 33 лет он проводит титульный бой с Морисом Смитом. Кутюр одерживает победу решением судей. Результат был заслуженным, так как он смотрелся действительно лучше соперника на протяжении всего боя.
В 1998 году по причине разногласий с руководством UFC он разрывает контракт с этой организацией и начинает выступать в Японии в рамках RINGS, где терпит первое поражение в карьере. Далее в течение двух лет он проводит несколько боёв с переменным успехом, а в ноябре 2000 года возвращается в UFC, где проводит бой с Кэвином Рэнделменом . В очень нелёгком поединке Рэнди возвращает себе титул чемпиона.
В марте 2002 года Кутюр терпит поражение от Джоша Барнетта, но в результате скандала, связанного с применением Джошом стероидов, победа у Барнетта была отобрана.
Далее он потерпел поражение от Рикко Родригеса в бою за освободившийся титул, после чего принимает решение перейти в более лёгкую весовую категорию. В первых же боях, одержав победу над Чаком Лидделлом и Тито Ортисом, Рэнди становится чемпионом. Таким образом, он стал первым, кто смог завоевать пояса в двух весовых категориях.
Противостояние с Чаком Лидделлом вылилось в итоге в 1 победу и 2 поражения. Причём оба поражения были нокаутом. В результате он решает закончить карьеру. Но без спорта Кутюр не смог. И в Марте 2007 года боец встречается в бою с Тимом Сильвия. Бой прошёл под диктовку Кутюра, и одержав убедительную победу единогласным решением судей, он вписал себя в историю ещё и как первый пятикратный чемпион UFC.
В 2008 году Рэнди Кутюр судится с UFC по поводу денежных выплат и организации боёв. А в ноябре не смог защитить чемпионский титул, проведя бой против Брока Леснара. Рэнди Кутюр проиграл техническим нокаутом во втором раунде.
В августе 2009 года он проводит бой с Антониу Ногейрой, и решением судей проигрывает бой. Затем он одолел Брендана Веру и Марка Коулмана.
Рэнди Кутюр является выдающейся личностью, так как он сумел достичь сразу нескольких великих достижений. Это, как ранее говорилось, спортсмен, который первым смог стать чемпионом в двух самых престижных весовых категориях — тяжёлой и полутяжёлой. Также он стал первым пятикратным обладателем чемпионского титула UFC. И всего этого спортсмен добился к 43 годам. Кутюр внесён в «зал славы» UFC, и является самым возрастным спортсменом-обладателем чемпионского титула.

## Личная жизнь
Рэнди часто работает с моделью и актрисой Минди Робинсон и является её давним партнером.
Кутюр был женат 3 раза, последний брак заключён с Ким Холдермен.
У него трое детей: сыновья Райан и Кэйден, а также дочь Эйми. Также у Рэнди есть приёмная дочь.

## Карьера в кино

### Фильмография
- 1998—2007 — Король Квинса / King of Queens, The (сериал) — Priority Plus Driver (в титрах не указан)
- 2003 — От колыбели до могилы / Cradle 2 the Grave — Fighter #8
- 2003—2010 — Джимми Киммел в прямом эфире / Jimmy Kimmel Live! (сериал) — камео
- 2004 — UFC 46: Supernatural / UFC 46: Supernatural (ТВ) — камео
- 2004 — UFC 47: It's On! / UFC 47: It’s On! (ТВ) — Randy «The Natural» Couture
- 2005 — No Rules / No Rules — Мэйсон
- 2005 — Сегодня ты умрешь / Today You Die (видео) — первый телохранитель Винсента (в титрах не указан)
- 2006 — Fighter / Fighter
- 2006—2009 — Отряд «Антитеррор» / Unit, The (сериал) — сержант Стрикленд
- 2007 — Up Close with Carrie Keagan / Up Close with Carrie Keagan (ТВ) — камео
- 2007 — Большой Стэн / Big Stan — Carnahan
- 2008 — Красный пояс / Redbelt — Дилан Флинн
- 2008 — Царь скорпионов 2: Восхождение воина / Scorpion King: Rise of a Warrior, The (видео) — Саргон
- 2009 — Как Брюс Ли изменил мир / How Bruce Lee Changed the World (ТВ) — камео
- 2010 — Мандрейк / Jax of Heart — Джед
- 2010 — Неудержимые — The Expendables — Толл Роуд
- 2011 — Подстава — Pety
- 2012 — Неудержимые 2 — The Expendables 2 — Толл Роуд
- 2012 — Угон самолета — Hijacked — агент Росс
- 2013 — Гонка — Rush — Джек Ралли
- 2014 — Неудержимые 3 — The Expendables 3 — Толл Роуд
- 2014 — Драйвер на ночь — Stretch
- 2023 — Неудержимые 4 — The Expendables 4 — Толл Роуд
- 2023 — Преступник Джонни Блэк — Outlaw Johnny Black — Билл Бассет
- 2023 — Хранитель колокола — The Bell Keeper — Хэнк

## Статистика профессиональных боёв
| Боёв 30  | Побед 19 | Поражений 11 |
| -------- | -------- | ------------ |
| Нокаутом | 7        | 7            |
| Сдачей   | 4        | 3            |
| Решением | 8        | 1            |

| Результат | Рекорд | Соперник                | Способ                     | Турнир                            | Дата                  | Раунд | Время | Место                           | Примечание                                                           |
| --------- | ------ | ----------------------- | -------------------------- | --------------------------------- | --------------------- | ----- | ----- | ------------------------------- | -------------------------------------------------------------------- |
| Поражение | 19-11  | Лиото Мачида            | KO (фронт-кик)             | UFC 129                           | 30 апреля 2011 года   | 2     | 1:05  | Торонто, Канада                 | Бой в полутяжелом весе; после боя объявил о завершении карьеры       |
| Победа    | 19-10  | Джеймс Тони             | Сдача (ручной треугольник) | UFC 118                           | 28 августа 2010 года  | 1     | 3:19  | Бостон США                      | Бой в супертяжелом весе                                              |
| Победа    | 18-10  | Марк Колман             | Сдача (удушение сзади)     | UFC 109: Relentless               | 6 февраля 2010 года   | 2     | 1:09  | Лас-Вегас, США                  | Первый бой в истории между двумя бойцами члена зала славы UFC        |
| Победа    | 17-10  | Брендон Вера            | Единогласное решение       | UFC 105: Couture vs. Vera         | 14 ноября 2009 года   | 3     | 5:00  | Манчестер, Англия               | Вернулся в полутяжелый вес                                           |
| Поражение | 16-10  | Антонио Родриго Ногейра | Единогласное решение       | UFC 102: Couture vs. Nogueira     | 29 августа 2009 года  | 3     | 5:00  | Портленд, Орегон, США           | «Лучший бой вечера» (1); «Лучший бой года» (2)                       |
| Поражение | 16-9   | Брок Леснар             | TKO (Удары)                | UFC 91: Couture vs. Lesnar        | 15 ноября 2008 года   | 2     | 3:07  | Лас-Вегас, США                  | Утратил титул чемпиона UFC в тяжелом весе                            |
| Победа    | 16-8   | Габриэл Гонзага         | TKO (Удары)                | UFC 74: Respect                   | 25 августа 2007 года  | 3     | 1:37  | Лас-Вегас, США                  | Защитил (1) титул чемпиона UFC в тяжелом весе                        |
| Победа    | 15-8   | Тим Сильвия             | Единогласное решение       | UFC 68: The Uprising              | 3 марта 2007 года     | 5     | 5:00  | Коламбус, США                   | Вернулся в тяжелый вес. Завоевал титул чемпиона UFC в тяжелом весе   |
| Поражение | 14-8   | Чак Лидделл             | KO (Удары)                 | UFC 57: Liddell vs. Couture 3     | 4 февраля 2006 года   | 2     | 1:28  | Лас-Вегас, Невада, США          | Бой за титул чемпиона UFC в полутяжелом весе                         |
| Победа    | 14-7   | Майк Ван Арсдейл        | Сдача (анаконда)           | UFC 54: Boiling Point             | 20 августа 2005 года  | 3     | 0:52  | Лас-Вегас, Невада, США          |                                                                      |
| Поражение | 13-7   | Чак Лидделл             | KO (Удар)                  | UFC 52: Couture vs. Liddell 2     | 16 апреля 2005 года   | 1     | 2:06  | Лас-Вегас, Невада, США          | TUF 1 бой тренеров. Утратил титул чемпиона UFC в полутяжелом весе    |
| Победа    | 13-6   | Витор Белфорт           | TKO (остановка врачом)     | UFC 49: Unfinished Business       | 21 августа 2004 года  | 3     | 5:00  | Лас-Вегас, Невада, США          | Завоевал титул чемпиона UFC в полутяжелом весе                       |
| Поражение | 12-6   | Витор Белфорт           | TKO (остановка врачом)     | UFC 46: Supernatural              | 31 января 2004 года   | 1     | 0:49  | Лас-Вегас, Невада, США          | Утратил титул чемпиона UFC в полутяжелом весе                        |
| Победа    | 12-5   | Тито Ортис              | Единогласное решение       | UFC 44: Undisputed                | 23 сентября 2003 года | 5     | 5:00  | Лас-Вегас, Невада, США          | Завоевал титул чемпиона UFC в полутяжелом весе                       |
| Победа    | 11-5   | Чак Лидделл             | TKO (Удары)                | UFC 43: Meltdown                  | 6 июня 2003 года      | 3     | 2:40  | Лас-Вегас, Невада, США          | Завоевал временный титул чемпиона UFC в полутяжелом весе             |
| Поражение | 10-5   | Рикко Родригес          | TKO (удушение локтем)      | UFC 39: The Warriors Return       | 27 сентября 2002 года | 5     | 3:04  | Монтвилл, Коннектикут, США      | Бой за вакантный титул чемпиона UFC в тяжелом весе                   |
| Поражение | 10-4   | Джош Барнетт            | TKO (Удары)                | UFC 36: Worlds Collide            | 22 мая 2002 года      | 2     | 4:35  | Лас-Вегас, Невада, США          | Утратил титул чемпиона UFC в тяжелом весе                            |
| Победа    | 10-3   | Педру Риззу             | TKO (Удары)                | UFC 34: High Voltage              | 2 ноября 2001 года    | 3     | 1:38  | Лас-Вегас, Невада, США          | Защитил (2) титул чемпиона UFC в тяжелом весе                        |
| Победа    | 9-3    | Педру Риззу             | Единогласное решение       | UFC 31: Locked and Loaded         | 4 мая 2001 года       | 5     | 5:00  | Атлантик-Сити, Нью-Джерси, США  | Защитил (1) титул чемпиона UFC в тяжелом весе. «Лучший бой года» (1) |
| Поражение | 8-3    | Валентейн Оверем        | Сдача (Гильотина)          | RINGS: King of Kings 2000 Final   | 24 марта 2001 года    | 1     | 0:56  | Токио, Япония                   |                                                                      |
| Победа    | 8-2    | Цуёси Косака            | Единогласное решение       | RINGS: King of Kings 2000 Final   | 24 марта 2001 года    | 2     | 5:00  | Токио, Япония                   |                                                                      |
| Победа    | 7-2    | Кевин Рэндлмен          | TKO (Удары)                | UFC 28: High Stakes               | 17 ноября 2000 года   | 3     | 4:13  | Атлантик-Сити, Нью-Джерси, США  | Завоевал титул чемпиона UFC в тяжелом весе                           |
| Победа    | 6-2    | Руси Янагисава          | Решение большинства        | RINGS: King of Kings 2000 Block A | 9 октября 2000 года   | 2     | 5:00  | Токио, Япония                   |                                                                      |
| Победа    | 5-2    | Джереми Хорн            | Единогласное решение       | RINGS: King of Kings 2000 Block A | 9 октября 2000 года   | 3     | 5:00  | Токио, Япония                   |                                                                      |
| Поражение | 4-2    | Михаил Илюхин           | Сдача (Кимура)             | RINGS: Rise 1st                   | 20 марта 1999 года    | 1     | 7:43  | Япония                          |                                                                      |
| Поражение | 4-1    | Энсон Иноуэ             | Сдача (Армбар)             | Vale Tudo Japan 1998              | 25 октября 1998 года  | 1     | 1:39  | Токио, Япония                   |                                                                      |
| Победа    | 4-0    | Морис Смит              | Решение большинства        | UFC Ultimate Japan                | 21 декабря 1997 года  | 1     | 21:00 | Йокогама, Япония                | Завоевал титул чемпиона UFC в тяжелом весе. Позже освободил титул    |
| Победа    | 3-0    | Витор Белфорт           | TKO (Удары)                | UFC 15: Collision Course          | 17 октября 1997 года  | 1     | 8:17  | Залив Сент-Луис, Миссисипи, США | Бой за статус претендента на титул чемпиона UFC в тяжёлом весе       |
| Победа    | 2-0    | Стивен Грэм             | TKO (Удары)                | UFC 13: The Ultimate Force        | 30 мая 1997 года      | 1     | 3:13  | Огаста, США                     | Выиграл финал турнира UFC 13 в тяжелом весе                          |
| Победа    | 1-0    | Тони Халме              | Сдача (удушение сзади)     | UFC 13: The Ultimate Force        | 30 мая 1997 года      | 1     | 1:00  | Огаста, США                     | Полуфинал турнира UFC 13 в тяжелом весе                              |